# Нура Мана (плавчиня)
Нура Мана (12 грудня 1997) — марокканська плавчиня.
Учасниця Олімпійських Ігор 2016 року.